# Torre Forçosa
La Torre Forçosa és un mas fortificat a l'extrem nord del terme empordanès de Bellcaire d'Empordà a tocar dels límits amb els de l'Escala i Albons, a peu de l'antic camí que unia Bellcaire d'Empordà i l'Escala, seguint el rec del Molí.

## Descripció
Enmig dels recs principals del Molí i de Cinyana, el conjunt agrícola de la Torre Forçosa es compon per diversos cossos que s'han anat afegint al llarg del temps. El nucli original és format per la torre, a l'est, de planta quadrada, i les dependències destinades a l'habitatge. L'edificació principal és de planta rectangular amb planta baixa més una planta pis que s'estructura amb les edificacions secundàries al voltant del cortal o pati que feia les funcions d'era. Els materials emprats són la teula àrab i el paredat. Destaca la presència d'arcs de mig punt tant a façana com a l'interior d'alguna de les dependències.

## Història
El seu origen és potser una edificació fronterera entre el comtat d'Empúries i la Corona d'Aragó. La torre de defensa és probablement l'edificació més antiga, que al segle XIV es coneixia com a torre Maquet. A començaments del segle XV se li va adossar el mas, que durant molts segles ha tingut com a activitat principal l'explotació agrària i ramadera. Els propietaris, des de 1697 fins a l'actualitat, són la família Alós, marquesos de Dou, que ho compraren a la marquesa de Ciutadilla.